# Rubanda (district)
Rubanda is een district in het zuidwesten van Oeganda. Hoofdstad van het district is de stad Rubanda. Het district telde in 2014 bijna 197.000 inwoners en in 2020 naar schatting 208.500 inwoners op een oppervlakte van 689 km². De meerderheid van de bevolking zijn Kiga, maar er leven ook Twa, Nyarwanda en Hororo. Meer dan 80% van de bevolking is actief in de landbouw en 86% van de bevolking leeft op het platteland. 
Het district ontstond in 2016 na opsplitsing van het district Kabale. Het district bestaat uit heuvelachtig hoogland (tussen 1.219 en 2.347 meter hoogte). Het district is onderverdeeld in 8 sub-county's, 46 gemeenten (parishes) en telt 458 dorpen.